# Tombstone (film)
Tombstone este un film western american din 1993. Proiectul este regizat de George P. Cosmatos în baza unui scenariu scris de Kevin Jarre⁠(d) - acesta a fost regizorul inițial, dar a fost înlocuit la începutul producției - și îi are în rolurile principale pe Kurt Russell și Val Kilmer. Sam Elliott, Bill Paxton, Powers Boothe, Michael Biehn și Dana Delany⁠(d) apar în roluri secundare, iar  narațiune este realizată de Robert Mitchum.
Filmul este bazat pe evenimente reale care au avut loc în anii 1880 în Tombstone, Arizona, inclusiv schimbul de focuri de la O.K. Corral⁠(d) și vendeta lui Wyatt Earp⁠(d). De asemenea, în film apar figuri cunoscute ale Vestului Sălbatic precum Wyatt Earp, William Brocius⁠(d), Johnny Ringo⁠(d) și Doc Holliday⁠(d). Tombstone a fost lansat de Hollywood Pictures⁠(d) în cinematografe în Statele Unite pe 25 decembrie 1993, încasând 73,2 milioane de dolari la nivel mondial. Filmul a avut succes financiar, fiind pe locul 16 în lista filmelor cu cele mai mari încasări lansate după 1979. Șase luni mai târziu, un film pe același subiect - Justițiarul Vestului Sălbatic⁠(d) - a fost lansat, dar a avut mai puțin succes comercial. Recenziile au fost în general pozitive, interpretarea, regia și narațiunea fiind lăudate de critici. Interpretarea lui Doc Holiday de către Val Kilmer a fost puternic aclamată, acesta primind numeroase premii și nominalizări, însă nu și la Premiile Oscar. Filmul a devenit între timp un film cult⁠(d). The Making of Tombstone, o carte despre film, a fost publicată în 2018.

## Rezumat
În 1879, un grup de bandiți numit Cowboys⁠(d) - cunoscuți pentru eșarfele lor roșii - condus de „Curly Bill” Brocius⁠(d) pătrund într-o așezare mexicană și întrerup nunta unui om al legii din zonă. Aceștia masacrează toți polițiștii prezenți pentru a răzbuna doi membri ai bandei sale uciși cu puțin timp în urmă. Înainte să fie împușcat, un preot local îi avertizează că faptele lor criminale vor fi răzbunate, făcând referire la Cei patru călăreți ai Apocalipsei.
Wyatt Earp, un cunoscut șerif pensionat, se reunește cu frații săi Virgil⁠(d) și Morgan⁠(d) în Tucson, Arizona, de unde pornesc spre Tombstone, așezarea în care se vor stabili. Acolo îl întâlnesc pe vechiul prieten al lui Wyatt - Doc Holliday⁠(d) - aflat în căutarea unui climat uscat, care să-i amelioreze simptomele tuberculozei. Josephine Marcus⁠(d) și domnul Fabian sunt, de asemenea, recent sosiți în localitate alături de o trupă de teatru ambulant. Între timp, concubina lui Wyatt, Mattie Blaylock⁠(d), devine dependentă de laudanum. Acesta și frații săi încep să profite de pe urma unui salon de jocuri de noroc, moment în care îi întâlnesc pentru prima dată pe Cowboys.
Wyat este constrâns să-i alunge pe membrii bandei din oraș, deși nu mai este un om al legii. Curly Bill începe să tragă în gol după ce vizitează un salon de opiu⁠(d), iar mareșalul Fred White⁠(d) îi cere să-și cedeze armele. Curly Bill îl împușcă mortal pe acesta și este luat în custodie cu forța de Wyatt. Arestarea sa îi înfurie pe Ike Clanton⁠(d) și pe ceilalți membri ai bandei. Bill este judecat, dar este găsit nevinovat din cauza lipsei de martori. Virgil, incapabil să tolereze fărădelegea, devine noul mareșal și interzice prezența armelor în localitate. Această politică conduce la schimbul de focuri de la O.K. Corral⁠(d), unde Billy Clanton și frații McLaury își pierd viața. Virgil și Morgan sunt răniți, iar relația șerifului din comitat - Johnny Behan⁠(d) - cu banda Cowboys este dezvăluită. Pentru a răzbuna moartea membrilor uciși la O.K. Corral, frații Wyat sunt prinși într-o ambuscadă - Morgan este ucis, iar Virgil este schilodit. Descurajat, Wyatt părăsește Tombstone împreună cu familia sa și urcă la bordul unui tren; Ike Clanton și Frank Stilwell îi urmărește îndeaproape în încercarea de a-i prinde într-o ambuscadă. După ce se asigură că familia sa este în siguranță, Wyatt îi surprinde pe asasini. Îl ucide pe Stilwell, dar îl lasă pe Clanon în viață pentru a-i avertiza pe ceilalți că a devenit mareșal american și intenționează să-i ucidă pe toți cei care poartă o eșarfă roșie. Wyatt, Doc, Sherman McMaster⁠(d), Texas Jack Vermillion⁠(d) și Turkey Creek Jack Johnson⁠(d) alcătuiesc o poteră⁠(d) și pornesc în căutarea celorlalți.
Wyatt și grupul său cad într-o ambuscadă pusă la cale de Cowboys într-o pădure de pe malul unui râu. Mareșalul intră în apă și supraviețuiește în mod miraculos schimbului de focuri, reușind să-i ucidă pe Curly Bill și numeroși  membri ai bandei sale. Secundul său - Johnny Ringo - devine noul lider al bandei. Când starea de sănătate a lui Doc se înrăutățește, grupul este cazat de Henry Hooker⁠(d) la ferma sa. Ringo îl atrage pe McMasters într-o ambuscadă, spunându-i că dorește să negocieze, iar apoi îi trimite cadavrul tras de un cal la ferma lui Hooker; călărețul îi transmite lui Wyatt că Ringo dorește să-l înfrunte pentru a pune capăt ostilităților. Mareșalul pornește către locul întâlnirii, dar fără să știe, Doc a ajuns acolo înaintea sa. Acesta îl înfruntă pe Ringo, surprins de prezența sa, și îl provoacă la un duel. Ringo acceptă. La auzul unei împușcături, Wyatt fuge spre locul întâlnirii și descoperă că Doc l-a ucis pe Ringo. Continuă să-i vâneze pe ceilalți membri ai bandei Cowboys, însă Clanton scapă după ce renunță la eșarfa roșie. Doc este trimis la un sanatoriu din Colorado, unde moare din cauza bolii sale. La îndemnul lui Doc, Wyatt o urmărește pe Josephine pentru a începe o nouă viață.

## Distribuție
- Kurt Russell - Wyatt Earp
- Val Kilmer - Doc Holliday
- Sam Elliott - Virgil Earp
- Bill Paxton - Morgan Earp
- Powers Boothe - „Curly Bill” Brocius
- Michael Biehn - Johnny Ringo
- Charlton Heston - Henry Hooker
- Jason Priestley - Billy Breakenridge
- Jon Tenney - Șeriful Johnny Behan
- Stephen Lang - Ike Clanton
- Thomas Haden Church - Billy Clanton
- Dana Delany - Josephine Marcus
- Paula Malcomson - Allie Earp
- Lisa Collins - Louisa Earp
- John Philbin - Tom McLaury
- Dana Wheeler-Nicholson - Mattie Blaylock
- Joanna Pacuła - Big Nose Kate
- Michael Rooker - Sherman McMasters
- Harry Carey Jr. - mareșalul Fred White
- Billy Bob Thornton - Johnny Tyler
- Tomas Arana - Frank Stilwell
- Paul Ben-Victor - Florentino „Indian Charlie” Cruz
- Frank Stallone - Ed Bailey
- Robert John Burke - Frank McLaury
- Billy Zane - Dl. Fabian
- John Corbett - Johnny Barnes
- Buck Taylor - „Turkey Creek” Jack Johnson
- Terry O'Quinn - Primarul John Clum
- Peter Sherayko - John „Texas Jack” Vermillion
- Wyatt Earp III - Billy Claiborne
- Robert Mitchum - Narator